# Paul Kalkbrenner/Diskografie
Diese Diskografie ist eine Übersicht über die musikalischen Werke des deutschen Techno-Musikers Paul Kalkbrenner. Den Schallplattenauszeichnungen zufolge hat er bisher mehr als 1,5 Millionen Tonträger verkauft, davon alleine in seiner Heimat über eine Million. Seine erfolgreichste Veröffentlichung ist der Soundtrack Berlin Calling mit über 400.000 verkauften Einheiten. 

## Alben

### Studioalben
| Jahr | Titel Musiklabel                          | Höchstplatzierung, Gesamtwochen, AuszeichnungChartplatzierungen (Jahr, Titel, Musiklabel, Platzierungen, Wochen, Auszeichnungen, Anmerkungen) | Höchstplatzierung, Gesamtwochen, AuszeichnungChartplatzierungen (Jahr, Titel, Musiklabel, Platzierungen, Wochen, Auszeichnungen, Anmerkungen) | Höchstplatzierung, Gesamtwochen, AuszeichnungChartplatzierungen (Jahr, Titel, Musiklabel, Platzierungen, Wochen, Auszeichnungen, Anmerkungen) | Anmerkungen                             |
| Jahr | Titel Musiklabel                          | DE | AT | CH | Anmerkungen                             |
| ---- | ----------------------------------------- | --- | --- | --- | --------------------------------------- |
| 2001 | Superimpose BPitch Control                | — | — | — | Erstveröffentlichung: 19. März 2001     |
| 2001 | Zeit BPitch Control                       | — | — | — | Erstveröffentlichung: 1. Oktober 2001   |
| 2004 | Self BPitch Control                       | — | — | — | Erstveröffentlichung: 1. März 2004      |
| 2005 | Maximalive Minimaxima                     | — | — | — | Erstveröffentlichung: 25. November 2005 |
| 2011 | Icke wieder Paul Kalkbrenner Musik        | DE2 Gold · (21 Wo.)DE | AT4 (13 Wo.)AT | CH4 (15 Wo.)CH | Erstveröffentlichung: 3. Juni 2011      |
| 2012 | Guten Tag Paul Kalkbrenner Musik          | DE4 Gold · (16 Wo.)DE | AT8 (9 Wo.)AT | CH1 (12 Wo.)CH | Erstveröffentlichung: 30. November 2012 |
| 2015 | 7 Sony Music                              | DE1 Gold · (25 Wo.)DE | AT1 (6 Wo.)AT | CH1 (12 Wo.)CH | Erstveröffentlichung: 7. August 2015    |
| 2018 | Parts of Life Columbia Records/Sony Music | DE7 (4 Wo.)DE | AT14 (2 Wo.)AT | CH4 (4 Wo.)CH | Erstveröffentlichung: 18. Mai 2018      |

### Kompilationen
| Jahr | Titel Musiklabel         | Höchstplatzierung, Gesamtwochen, AuszeichnungChartplatzierungen (Jahr, Titel, Musiklabel, Platzierungen, Wochen, Auszeichnungen, Anmerkungen) | Höchstplatzierung, Gesamtwochen, AuszeichnungChartplatzierungen (Jahr, Titel, Musiklabel, Platzierungen, Wochen, Auszeichnungen, Anmerkungen) | Höchstplatzierung, Gesamtwochen, AuszeichnungChartplatzierungen (Jahr, Titel, Musiklabel, Platzierungen, Wochen, Auszeichnungen, Anmerkungen) | Anmerkungen                        |
| Jahr | Titel Musiklabel         | DE | AT | CH | Anmerkungen                        |
| ---- | ------------------------ | --- | --- | --- | ---------------------------------- |
| 2014 | x Paul Kalkbrenner Musik | DE56 (2 Wo.)DE | AT46 (2 Wo.)AT | — | Erstveröffentlichung: 30. Mai 2014 |

Weitere Kompilationen
- 2006: Reworks (BPitch Control)

### Mixtapes
- 2019: LXM Festival: Paul Kalkbrenner in Lisbon, Dec 14, 2019

### Soundtracks
| Jahr | Titel                     | Höchstplatzierung, Gesamtwochen, AuszeichnungChartplatzierungen (Jahr, Titel, Platzierungen, Wochen, Auszeichnungen, Anmerkungen) | Höchstplatzierung, Gesamtwochen, AuszeichnungChartplatzierungen (Jahr, Titel, Platzierungen, Wochen, Auszeichnungen, Anmerkungen) | Höchstplatzierung, Gesamtwochen, AuszeichnungChartplatzierungen (Jahr, Titel, Platzierungen, Wochen, Auszeichnungen, Anmerkungen) | Anmerkungen                            |
| Jahr | Titel                     | DE | AT | CH | Anmerkungen                            |
| ---- | ------------------------- | --- | --- | --- | -------------------------------------- |
| 2008 | Berlin Calling            | DE31 ×2Doppelplatin · (113 Wo.)DE                                                                                                 | AT38 Gold · (27 Wo.)AT | CH56 (16 Wo.)CH | Erstveröffentlichung: 12. Oktober 2008 |
| 2010 | 2010 – A Live Documentary | DE62 Gold · (7 Wo.)DE | — | — | Erstveröffentlichung: 3. Dezember 2010 |

Weitere Soundtracks
- 2013: Global Player (mit Fritz Kalkbrenner & Florian Appl, Suol)

### EPs
- 1999: Largesse (als Paul dB+; Synaptic Waves)
- 2000: Largesse Plus (als Paul dB+; Synaptic Waves)
- 2002: Brennt (BPitch Control)
- 2020: Speak Up (B1 Recordings)

## Singles
| Jahr | Titel Album                 | Höchstplatzierung, Gesamtwochen, AuszeichnungChartplatzierungen (Jahr, Titel, Album, Platzierungen, Wochen, Auszeichnungen, Anmerkungen) | Höchstplatzierung, Gesamtwochen, AuszeichnungChartplatzierungen (Jahr, Titel, Album, Platzierungen, Wochen, Auszeichnungen, Anmerkungen) | Höchstplatzierung, Gesamtwochen, AuszeichnungChartplatzierungen (Jahr, Titel, Album, Platzierungen, Wochen, Auszeichnungen, Anmerkungen) | Anmerkungen                                                 |
| Jahr | Titel Album                 | DE | AT | CH | Anmerkungen                                                 |
| ---- | --------------------------- | --- | --- | --- | ----------------------------------------------------------- |
| 2008 | Sky and Sand Berlin Calling | DE29 (129 Wo.)DE | AT37 Gold · (69 Wo.)AT | CH56 (3 Wo.)CH | Erstveröffentlichung: 2. Oktober 2008 mit Fritz Kalkbrenner |
| 2012 | Das Gezabel Guten Tag       | DE34 (6 Wo.)DE | AT59 (1 Wo.)AT | CH33 (1 Wo.)CH | Erstveröffentlichung: 3. August 2012                        |
| 2012 | Der Stabsvörnern Guten Tag  | — | AT50 (1 Wo.)AT | — | Erstveröffentlichung: 30. November 2012                     |
| 2013 | Der Buhold Guten Tag        | DE68 (1 Wo.)DE | — | — | Erstveröffentlichung: 19. Juli 2013                         |
| 2015 | Cloud Rider 7               | DE38 Gold · (16 Wo.)DE | AT60 (2 Wo.)AT | CH53 (2 Wo.)CH | Erstveröffentlichung: 7. August 2015                        |
| 2015 | Feed Your Head 7            | DE50 Gold · (7 Wo.)DE | AT74 (1 Wo.)AT | — | Erstveröffentlichung: 7. August 2015                        |

Weitere Singles
- 1999: Friedrichshain (als Paul dB+; BPitch Control)
- 2000: Gigahertz (als Paul dB+; Cadeaux)
- 2000: dB+ (BPitch Control)
- 2001: Performance Mode (als Grenade, Cadeaux)
- 2001: Chrono (BPitch Control)
- 2002: Brennt (BPitch Control)
- 2003: Steinbeißer (BPitch Control)
- 2003: F.FWD (BPitch Control)
- 2004: Press On (BPitch Control)
- 2005: Tatü-Tata (BPitch Control)
- 2005: Heinzens Weinsenz Schweinzens! (als Expander & Kalkito, Soniculture Portugal)
- 2006: Keule (BPitch Control)
- 2007: Altes Kamuffel (BPitch Control)
- 2008: Bingo Bongo (BPitch Control)
- 2009: Berlin Calling Vol. 1 (BPitch Control)
- 2009: Berlin Calling Vol. 2 (BPitch Control)
- 2011: Jestrüpp (Paul Kalkbrenner Musik)
- 2011: Böxig Leise (Paul Kalkbrenner Musik)
- 2013: Plätscher (Paul Kalkbrenner Musik)
- 2015: Mothertrucker (Sony Music)
- 2016: Back to the Future – Part 1 (Paul Kalkbrenner Musik)
- 2016: Back to the Future – Part 2 (Paul Kalkbrenner Musik)
- 2016: Back to the Future – Part 3 (Paul Kalkbrenner Musik)
- 2016: Let Me Hear You (Scream) (Paul Kalkbrenner Musik)
- 2018: Part Three (Sony Music)
- 2018: Part Eight (Sony Music)
- 2018: Part Six (Sony Music)
- 2019: No Goodbye (Sony Music)
- 2020: Parachute (B1 Recordings)
- 2021: Graf Zahl (B1 Recordings)
- 2021: Si Soy Fuego (B1 Recordings)
- 2023: Schwer (Paul Kalkbrenner Musik)
- 2025: Ninety - Two (B1 Recordings)

## Remixe
Neben seinen eigenen Werken ist Kalkbrenner auch als Remixer tätig und lieferte unter anderem Neubearbeitungen von Tracks der Künstler Ellen Allien (Dataromance), Die Raketen (The Sound für zwischendurch), Rammstein (Haifisch), Sascha Funke (Forms & Shapes), Lexy & K-Paul (Happy Zombies), Error Error (Your Everlasting Breath), 2raumwohnung (Wir Werden Sehen), Modeselektor (200007), Moby (Wait for Me), Fritz Kalkbrenner (Facing The Sun), Stromae (Te Quiero) oder Simina Grigoriu (Kokopelli).

## Statistik

### Chartauswertung
|                     | DE    | AT    | CH    |
| ------------------- | ----- | ----- | ----- |
| Nummer-eins-Alben   | DE1DE | AT1AT | CH2CH |
| Top-10-Alben        | DE4DE | AT3AT | CH4CH |
| Alben in den Charts | DE7DE | AT6AT | CH5CH |

|                       | DE    | AT    | CH    |
| --------------------- | ----- | ----- | ----- |
| Nummer-eins-Singles   | DE—DE | AT—AT | CH—CH |
| Top-10-Singles        | DE—DE | AT—AT | CH—CH |
| Singles in den Charts | DE5DE | AT5AT | CH3CH |

### Auszeichnungen für Musikverkäufe
| Goldene Schallplatte - Italien - 2018: für die Single Aaron - 2021: für das Album Berlin Calling - 2024: für die Single No Goodbye - Spanien - 2024: für die Single Sky and Sand | Platin-Schallplatte - Italien - 2017: für die Single Sky and Sand - Polen - 2024: für die Single No Goodbye - 2024: für die Single Feed Your Head |

Anmerkung: Auszeichnungen in Ländern aus den Charttabellen bzw. Chartboxen sind in ebendiesen zu finden.
| Land/RegionAuszeichnungen für Musikverkäufe (Land/Region, Auszeichnungen, Verkäufe, Quellen) | Gold       | Platin     | Verkäufe  | Quellen             |
| -------------------------------------------------------------------------------------------- | ---------- | ---------- | --------- | ------------------- |
| Deutschland (BVMI)                                                                           | 5× Gold5   | 2× Platin2 | 1.200.000 | musikindustrie.de   |
| Italien (FIMI)                                                                               | 3× Gold3   | Platin1    | 150.000   | fimi.it             |
| Österreich (IFPI)                                                                            | 2× Gold2   | —          | 25.000    | ifpi.at             |
| Polen (ZPAV)                                                                                 | —          | 2× Platin2 | 100.000   | olis.pl             |
| Spanien (Promusicae)                                                                         | Gold1      | —          | 30.000    | elportaldemusica.es |
| Insgesamt                                                                                    | 11× Gold11 | 5× Platin5 |           |                     |